# لنس کار
لنس کار (انگلیسی: Lance Carr; ۱۸ فوریهٔ ۱۹۱۰ – 1983) بازیکن فوتبال اهل آفریقای جنوبی بود.
از باشگاه‌هایی که در آن بازی کرده‌است می‌توان به باشگاه فوتبال بریستول سیتی، باشگاه فوتبال بریستول راورز، باشگاه فوتبال نیوپورت کانتی، و باشگاه فوتبال لیورپول، باشگاه فوتبال نیوپورت کانتی، و باشگاه فوتبال گلاستر سیتی اشاره کرد.